# Туннельное магнитосопротивление

Пример структуры, в которой возникает эффект туннельного магнетосопротивления.

Туннельное магни́тное сопротивле́ние, туннельное магнитосопротивление или магнетосопротивление (сокр. ТМС, англ. Tunnel magnetoresistance, сокр. TMR) — квантовомеханический эффект, проявляется при протекании тока между двумя слоями ферромагнетиков, разделенных тонким (около 1 нм) слоем диэлектрика. При этом общее сопротивление устройства, ток в котором протекает из-за туннельного эффекта, зависит от взаимной ориентации полей намагничивания двух магнитных слоев. Сопротивление выше при антипараллельной намагниченности слоев. Эффект туннельного магнитного сопротивления похож на эффект гигантского магнитного сопротивления, но в нём вместо слоя немагнитного металла используется слой изолирующего туннельного барьера.

## История открытия
Эффект был открыт в 1975 году Мишелем Жюльером, использовавшим железо в качестве ферромагнетика и оксид германия в качестве диэлектрика (структура Fe/GeO/Co). Данный эффект проявлялся при температуре 4,2 К, при этом относительное изменение сопротивления составляло около 14 %, поэтому ввиду отсутствия практического применения он не привлек к себе внимания.
При комнатной температуре действие эффекта впервые было открыто в 1991 году Терунобу Миязаки (Университет Тохоку, Япония), изменение сопротивления составило всего 2,7 %. Позже, в 1994 году, Миядзаки впервые обнаружил в переходе Fe/Al2O3/Fe отношение магнитосопротивления 30 % при 4,2 К и 18 % при 300 K. Независимо от него группой ученых во главе с Джагадишем Мудера в соединениях CoFe и Co был обнаружен эффект 11,8 %, в связи с возобновлением интереса к исследованиям в этой области после открытия эффекта гигантского магнитного сопротивления. Наибольший эффект, наблюдаемый в то время с изоляторами из оксида алюминия, составлял около 70 % при комнатной температуре.
В 2001 году группа Батлера и группа Матона независимо сделали теоретическое предсказание, что при использовании железа в качестве ферромагнетика и оксида магния в качестве диэлектрика эффект туннельного магнитного сопротивления может возрасти на несколько тысяч процентов. В том же году Боуэн и др. первыми сообщили об экспериментах, показывающих значительное туннельное магнитосопротивление в туннельном переходе на основе MgO (Fe/MgO/FeCo).
В 2004 году группа Перкина и группа Юаса смогли изготовить устройства на основе Fe/MgO/Fe и достичь величины туннельного магнитосопротивления в 200 % при комнатной температуре.
В 2007 году устройства на основе ТМР эффекта с оксидом магния полностью заменили устройства на основе эффекта гигантского магнитного сопротивления на рынке устройств магнитного хранения информации.
В 2008 году С. Икеда, Х. Оно и др. из Университета Тохоку в Японии наблюдали эффект относительного изменения сопротивления до 604 % при комнатной температуре и более 1100 % при 4,2 К в соединениях CoFeB/MgO/CoFeB. Однако впоследствии оказалось, что столь большие значения являлись результатом ошибки датчика сопротивления, и статьи были отозваны.

## Теория
В классической физике, если энергия частицы меньше высоты барьера, то она полностью отражается от барьера. Напротив, в квантовой механике существует отличная от нуля вероятность нахождения частицы по другую сторону барьера. В структуре ферромагнит — изолятор — ферромагнит для электрона энергией εF изолятор представляет собой барьер толщиной d и высотой εВ > εF.
Рассмотрим зонную структуру магнитных (Co,Fe,Ni) металлов. Переходные металлы имеют 4s, 4p и 3d валентные электроны, различающиеся орбитальным моментом. Состояния 4s и 4p образуют sp — зону проводимости, в которой электроны имеют высокую скорость, малую плотность состояний и, следовательно, большую длину свободного пробега, то есть можно предполагать, что они ответственны за проводимость 3d металлов. В то же время d-зона характеризуется высокой плотностью состояний и низкой скоростью электронов.

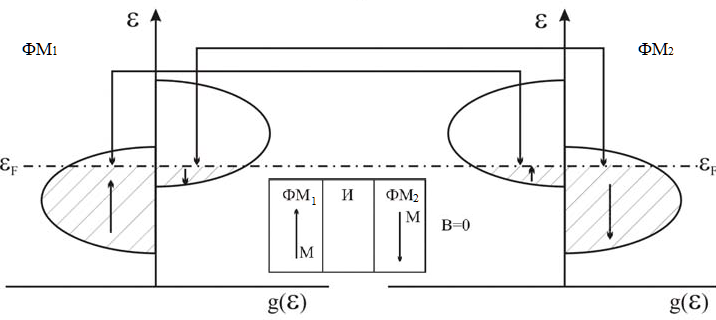
Туннельный контакт ФМ-И-ФМ и энергетическая структура при антиферромагнитном обменном взаимодействии (В=0).

Как известно, у ферромагнитных 3d металлов d-зона расщеплена вследствие обменного взаимодействия. В соответствии с принципом Паули из-за кулоновского отталкивания d электронов им энергетически более выгодно иметь параллельно ориентированные спины, что приводит к появлению спонтанного магнитного момента. Иными словами, вследствие обменного расщепления d зоны число занятых состояний различно для электронов с направлением спина вверх и вниз, что дает не равный нулю магнитный момент.

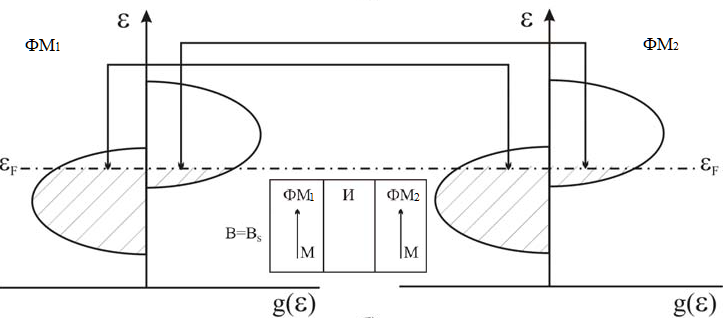
Туннельный контакт ФМ-И-ФМ и энергетическая структура d-зоны при ферромагнитном спаривании (B=Bs).

В отсутствие магнитного поля ферромагнитные электроды имеют противоположное направление намагниченностей (антипараллельная конфигурация, АР). Зона d — электронов расщеплена обменным взаимодействием как показано на рисунке. При этом происходит туннелирование электронов со спином вверх из большего числа состояний в меньшее и наоборот для электронов с противоположным спином. Наложение магнитного поля приводит к параллельной ориентации (Р) намагниченности ферромагнитных электродов. В этом случае электроны со спином вверх туннелируют из большего числа состояний в большее, а электроны со спином вниз — из малого числа состояний в малое. Это приводит к различию туннельных сопротивлений для параллельной и антипараллельной конфигурации. Данное изменение сопротивления при переориентации намагниченности во внешнем магнитном поле и является проявлением туннельного магнитосопротивления (ТМС).
В настоящее время на основании эффекта туннельного магнитного сопротивления создана магниторезистивная оперативная память (MRAM), и он также применяется в считывающих головках жестких дисков.